# Melvern
La ville de Melvern est située dans le comté d’Osage, dans l’État du Kansas, aux États-Unis. Elle comptait 385 habitants lors du recensement de 2010.

## Source
- (en) Cet article est partiellement ou en totalité issu de l’article de Wikipédia en anglais intitulé « Melvern, Kansas » (voir la liste des auteurs).